# Aston Triangle

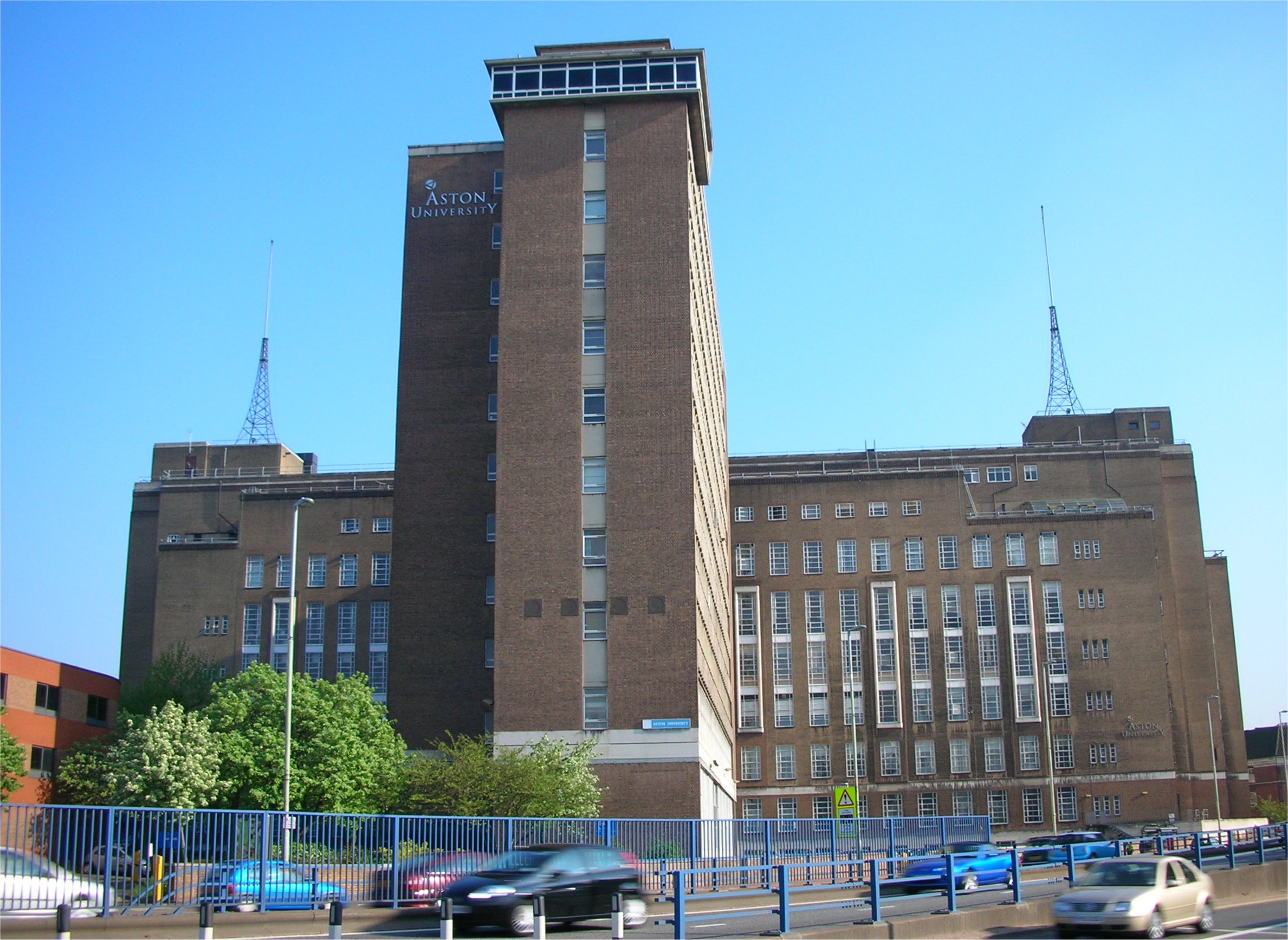

Aston Triangle är ett område i Birmingham i England. Området domineras till största delen av skolor med högre utbildning. Aston University grundades i Aston Triangle. Birmingham City University använder även anläggningar på Aston Triangles område. Dessa är Birmingham Institute of Art och Design och Aston Science Park. Området tillhandahar även ett stort antal studentbostäder som mestadels används av studenter från Aston University. 